# Chương trình New Frontiers

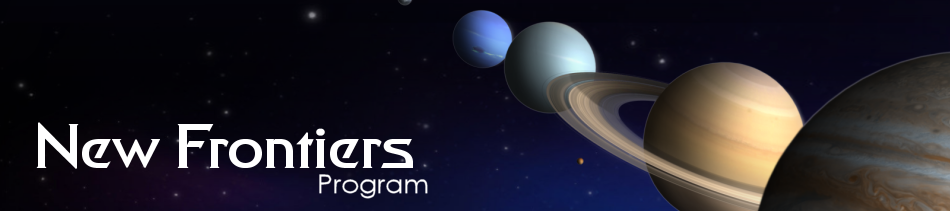
Header của website chương trình New Frontiers, vào tháng 1 năm 2016.

Chương trình New Frontiers là một chuỗi các sứ mệnh thám hiểm không gian được thực hiện bởi NASA với mục đích nghiên cứu một số thiên thể Hệ Mặt Trời, bao gồm cả hành tinh lùn Sao Diêm Vương.
NASA đang khuyến khích các nhà khoa học cả trong nước lẫn nước ngoài nộp lên những đề xuất sứ mệnh cho chương trình. New Frontiers được xây dựng trên cách tiếp cận có tính đổi mới sử dụng bởi các Chương trình Discovery và Explorer của các sứ mệnh do principal investigator. Nó được thiết kế cho các sứ mệnh cấp trung bình và không thể hoàn thành nó trong sự hạn chế về mặt thời gian và tiền bạc như Discovery, nhưng lại không thể lớn như Large Strategic Science Missions (các sứ mệnh Flagship). Hiện tại có ba sứ mệnh New Frontiers đang diễn ra: New Horizons, phóng năm 2006 và tới Sao Diêm Vương vào năm 2015, Juno, phóng năm 2011 vào quỹ đạo Sao Mộc năm 2016, và OSIRIS-REx, phóng tháng 9 năm 2016 về phía tiểu hành tinh Bennu để nghiên cứu sâu từ năm 2018 đến 2021 và gửi mẫu vật vê Trái Đất vào năm 2023.

## Sứ mệnh đang diễn ra

### New Horizons(New Frontiers 1)
New Horizons, một sứ mệnh có nhiệm vụ tới Sao Diêm Vương, được phóng ngày 19 tháng 1 năm 2006. Sau một sự kiện hỗ trợ hấp dẫn Sao Mộc vào tháng 2 năm 2007, con tàu vũ trụ tiếp tục tiến về phía Sao Diêm Vương. Cuộc bay ngang qua thuộc sứ mệnh chính diễn ra vào tháng 7 năm 2015 và sau đó con tàu vụ trụ được nhắm tới về phía một thiên thể Vành đai Kuiper gọi là (486958) 2014 MU69 cho một chuyến bay ngang qua vào 1 tháng 1 năm 2019.